# 2012 у кіно
У 2012 році студії Paramount Pictures та Universal Studios святкували своє століття. Цього року минуло 50 років від виходу фільму Доктор Но, першого з кіносерії про Джеймса Бонда, до цієї дати вийшов 23 фільм у серії — 007: Координати «Скайфолл». Чотири касові блокбастери Красуня і чудовисько (1991), Титанік (1997), Зоряні війни. Епізод I. Прихована загроза (1999), Корпорація монстрів (2001) і У пошуках Немо (2003) були перевидані у 3D-форматі протягом року.

## Події
- Січень
  - 15 січня — 69-ма церемонія Золотий глобус
  - 19-29 січня — 28-й щорічний кінофестиваль «Санденс»
  - 22 січня — 23 церемонія вручення нагород Американської гільдії продюсерів
  - 29 січня — 18-та церемонія вручення премії Гільдії кіноакторів США
- Лютий
  - 9-19 лютого — 62-й міжнародний Берлінський кінофестиваль
  - 12 лютого — 65 церемонія вручення премії BAFTA
  - 19 лютого — 26 церемонія вручення премії Гойя
  - 24 лютого — 37 церемонія вручення премії Сезар
  - 25 лютого — 26 церемонія вручення премії «Незалежний дух»
  - 26 лютого — 84-тя церемонія вручення премії Оскар
- Квітень
  - 1 квітня — 32-га Золота малина
- Травень
  - 16-27 травня — 65-й міжнародний Каннський кінофестиваль
- Червень
- 3-10 червня — 23-й російський кінофестиваль Кінотавр
  - 16-24 травня — 15-й Шанхайський міжнародний кінофестиваль
  - 21-30 червня — 34-й Московський міжнародний кінофестиваль
- Липень
  - 13-21 липня — 3-й Одеський міжнародний кінофестиваль
  - 26 липня — 38-ма церемонія вручення премії Сатурна
- Серпень
  - 1-11 серпня — 65-й Міжнародний кінофестиваль у Локарно
  - 29 серпня-8 вересня — 69-й Венеційський кінофестиваль
- Вересень
  - 21-29 вересня — 60 Міжнародний кінофестиваль у Сан-Себастьяні
  - 26 вересня-5 жовтня — 32 Нідерландський кінофестиваль
- Жовтень
  - 12-21 жовтня — 28 Варшавський міжнародний кінофестиваль
  - 20-28 жовтня — 42-й міжнародний кінофестиваль «Молодість»
  - 20-28 жовтня — 25 Міжнародний кінофестиваль у Токіо
- Листопад
  - 9-17 листопада — 7-й Римський міжнародний кінофестиваль
  - 2-11 листопада — 53-й Міжнародний кінофестиваль у Салоніках
  - 17-25 листопада — 27-й Міжнародний кінофестиваль у Мар-дель-Плата
  - 27 листопада-6 грудня — 35-й Каїрський міжнародний кінофестиваль
- Грудень
  - 1 грудня — 25 церемонія вручення премії «Європейський кіноприз»

## Нагороди

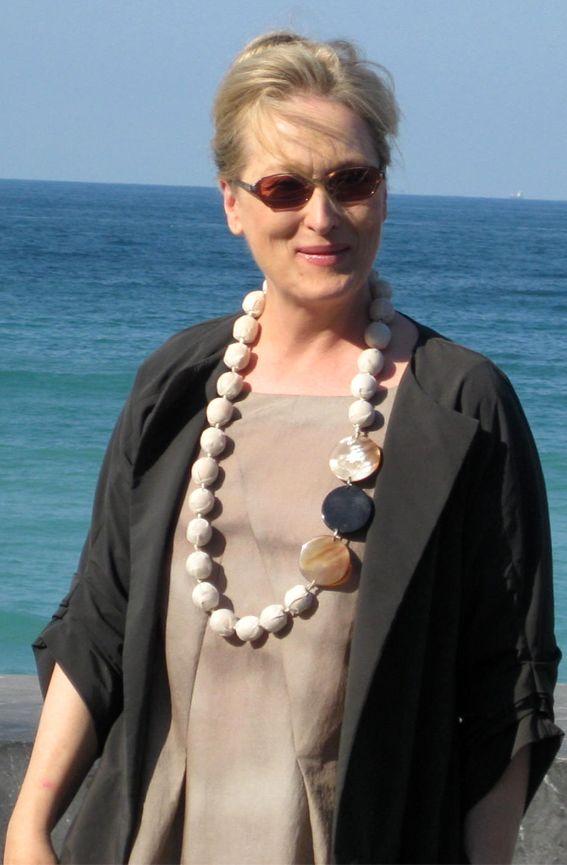
Меріл Стріп, акторка, володарка «Золотого глобуса», премій «BAFTA» і «Оскар» за головну роль у фільмі Залізна леді

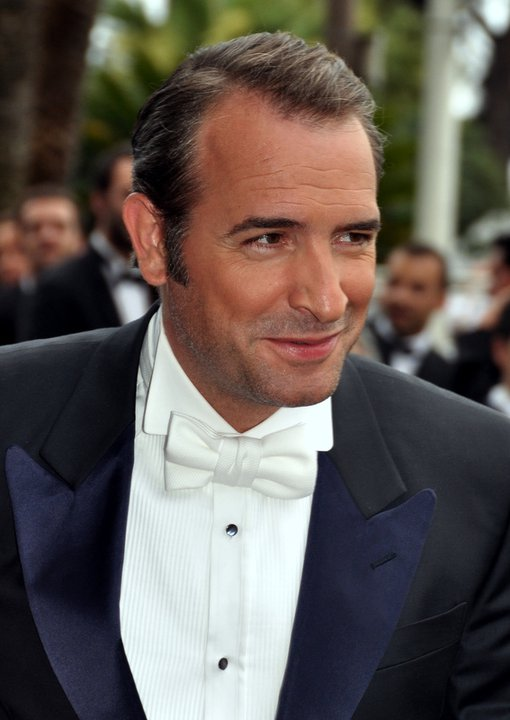
Жан Дюжарден, актор, володар премій «BAFTA», «Оскар» за головну роль у фільмі Артист

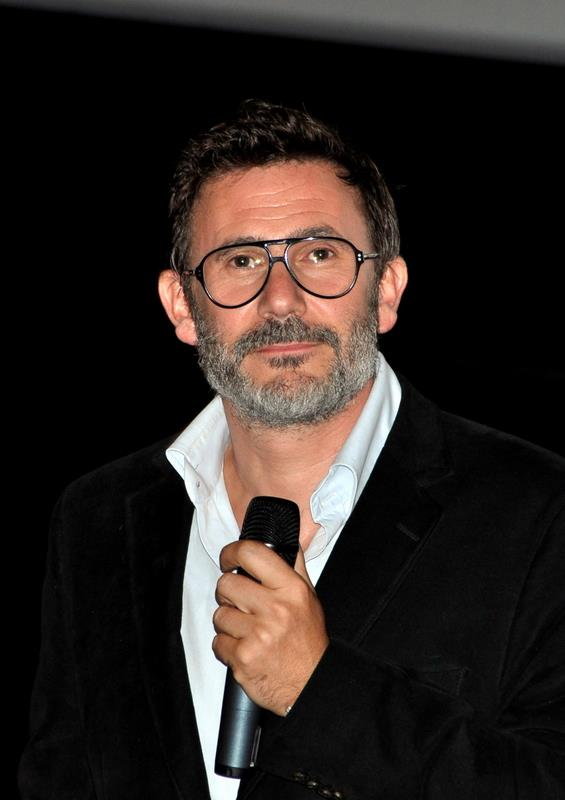
Мішель Азанавічус, режисер оскароносного фільму Артист

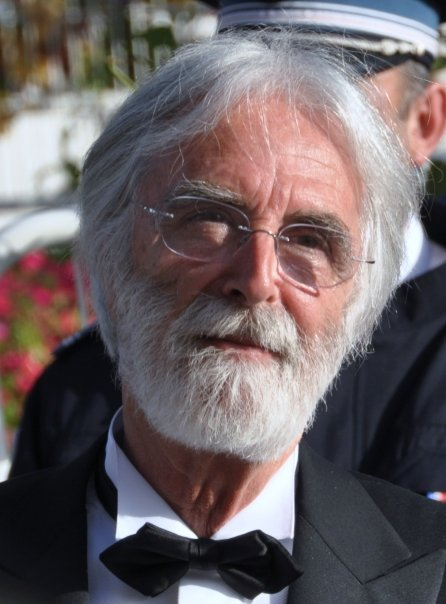
Міхаель Ганеке, режисер фільму Любов, володаря «Золотої пальмової гілки» та «Європейського кінопризу»

### Золотий глобус
69-та церемонія вручення премії Голлівудської асоціації іноземної преси відбулася 15 січня в Беверлі-Хіллз.
- Найкращий фільм (драма): Нащадки
- Найкращий фільм (комедія або мюзикл): Артист
- Найкращий режисер: Мартін Скорсезе (Хранитель часу)
- Найкраща акторка (драма): Меріл Стріп (Залізна леді)
- Найкращий актор (драма): Джордж Клуні (Нащадки)
- Найкраща акторка (комедія чи мюзикл): Мішель Вільямс (7 днів і ночей з Мерилін)
- Найкраща актор (комедія чи мюзикл): Жан Дюжарден (Артист)
- Найкращий анімаційний фільм: Пригоди Тінтіна: Таємниця «Єдинорога»

### BAFTA
65-та церемонія вручення премії Британської академії телебачення та кіномистецтва відбулась 12 лютого в Лондоні.
- Найкращий фільм: Артист
- Найкращий режисер: Мішель Азанавічус (Артист)
- Найкраща акторка: Меріл Стріп (Залізна леді)
- Найкращий актор: Жан Дюжарден (Артист)
- Найкращий анімаційний фільм: Ранго
- Найкращий фільм іноземною мовою: Шкіра, в якій я живу (Іспанія)

### Берлінале
62-й Берлінський міжнародний кінофестиваль проходив з 9 по 19 лютого в Берліні. Головою журі був британський письменник, режисер театру та кіно Майк Лі.
- Золотий ведмідь: Цезар повинен померти — режисери: Паоло і Вітторіо Тавіані.
- Найкращий режисер: Крістіан Петцольд (Барбара)
- Найкраща акторка: Рейчел Мванза (Відьма війни)
- Найкращий актор: Міккел Бое Фольсґаард (Королівський роман)

### Оскар
84-та церемонія вручення премії Американської академії кіномистецтва відбулася 26 лютого в Лос-Анджелесі.
- Найкращий фільм: Артист
- Найкращий режисер: Мішель Азанавічус (Артист)
- Найкращий актор: Жан Дюжарден (Артист)
- Найкраща акторка: Меріл Стріп (Залізна леді)
- Найкращий актор другого плану: Крістофер Пламмер (Початківці)
- Найкраща акторка другого плану: Октавія Спенсер (Прислуга)
- Найкращий анімаційний повнометражний фільм: Ранго
- Найкращий фільм іноземною мовою: Надер і Симін: Розлучення (Іран)

### Канни
65-й Каннський міжнародний кінофестиваль проходив 16-27 травня в Каннах. Головою журі був італійський актор і режисер Нанні Моретті.
- Золота пальмова гілка: Любов — режисер: Міхаель Ганеке
- Найкращий режисер: Карлос Рейґадас (Після мороку світло)
- Найкраща акторка: Крістін Флатте і Косміна Стратан (După dealuri)
- Найкращий актор: Мадс Миккельсен (Полювання)

### Венеційський кінофестиваль
69-й Венеційський кінофестиваль проходив з 29 серпня по 8 вересня на острові Лідо, Венеція. Головою журі був американський кінорежисер Майкл Манн.
- Золотий лев: П'єта — режисер: Кім Кі Дук
- Срібний лев: Майстер — режисер: Пол Томас Андерсон
- Найкраща акторка: Хадас Ярон (Заповнити порожнечу)
- Найкращий актор: Філіп Сеймур Хоффман і Хоакін Фенікс (Майстер)

### Європейський кіноприз
25 церемонія вручення нагород Європейської кіноакадемії відбулася 1 грудня 2012 року у Валлеті, Мальта.
- Найкращий європейський фільм: Любов
- Найкращий режисер: Міхаель Ганеке (Любов)
- Найкраща акторка: Еммануель Ріва (Любов)
- Найкращий актор: Жан-Луї Трентіньян (Любов)
- Найкращий анімаційний фільм: Алоїс Небель

## Топ 10 найкасовіших фільмів року
| Місце | Назва                              | Студія                                    | Світові касові збори, $ |
| ----- | ---------------------------------- | ----------------------------------------- | ----------------------- |
| 1     | Месники                            | Marvel Studios / Walt Disney Pictures     | 1 511 757 910           |
| 2     | Темний лицар повертається          | Warner Bros. / Legendary Pictures         | 1 081 041 287           |
| 3     | 007: Координати «Скайфолл»         | MGM / Columbia Pictures                   | 1 023 300 000           |
| 4     | Льодовиковий період 4              | 20th Century Fox / Blue Sky Studios       | 875 195 725             |
| 5     | Хоббіт: Несподівана подорож        | Warner Bros. / MGM / New Line             | 824,820,000             |
| 6     | Сутінки Сага: Світанок — Частина 2 | Lionsgate / Summit Entertainment          | 813 906 000             |
| 7     | Нова Людина-павук                  | Columbia Pictures / Marvel Studios        | 752 216 557             |
| 8     | Мадагаскар 3                       | Paramount Pictures / DreamWorks Animation | 742 110 251             |
| 9     | Голодні ігри                       | Lionsgate                                 | 686 533 290             |
| 10    | Люди в чорному 3                   | Columbia Pictures                         | 624 026 776             |

| Місце | Назва                              | Дистриб'ютор (в Україні) | Касові збори в Україні, $ |
| ----- | ---------------------------------- | ------------------------ | ------------------------- |
| 1     | Мадагаскар 3                       | B&H                      | 4 861 381                 |
| 2     | Льодовиковий період 4              | UFD                      | 4 513 729                 |
| 3     | Люди в чорному 3                   | B&H                      | 3 811 177                 |
| 4     | Сутінки Сага: Світанок — Частина 2 | UFD                      | 3 346 807                 |
| 5     | Джон Картер                        | B&H                      | 2 826 302                 |
| 6     | 007: Координати «Скайфолл»         | B&H                      | 2 797 960                 |
| 7     | Ржевський проти Наполеона          | UFD                      | 2 506 634                 |
| 8     | Месники                            | B&H                      | 2 372 960                 |
| 9     | 8 перших побачень                  | UFD                      | 2 097 476                 |
| 10    | Морський бій                       | B&H                      | 1 994 042                 |

## Фільми
Україна
- Delirium
- ТойХтоПройшовКрізьВогонь — 19 січня
- Закохані в Київ — 9 лютого
- 4 дні в травні — 23 лютого
- Земля забуття — 3 травня

Нижче наведені таблиці фільмів відсортованих відносно дати виходу в прокат в Україні.

### Січень— Березень
| Прем'єра        | Прем'єра | Назва                                        | Виробництво                      | Актори й Творці |
| --------------- | -------- | -------------------------------------------- | -------------------------------- | --- |
| С І Ч Е Н Ь     | 5        | Дівчина з татуюванням дракона                | Columbia Pictures / MGM          | Девід Фінчер (режисер); Деніел Крейґ, Руні Мара, Крістофер Пламмер, Стеллан Скарсгард, Стівен Беркофф, Робін Райт Пенн, Джоелі Річардсон                                                                                                  |
| С І Ч Е Н Ь     | 5        | Хранитель часу 3D                            | Paramount Pictures               | Мартін Скорсезе (режисер, продюсер), Джонні Депп (продюсер); Бен Кінґслі, Саша Барон Коен, Аса Баттерфілд, Хлоя Морец, Рей Вінстон, Емілі Мортімер, Джуд Лоу                                                                              |
| С І Ч Е Н Ь     | 12       | Старий Новий Рік                             | Warner Bros. / New Line Cinema   | Гаррі Маршалл (режисер); Геллі Беррі, Джессіка Біл, Джон Бон Джові, Ебігейл Бреслін, Роберт де Ніро, Джош Демел, Зак Ефрон, Кетрін Гейґл, Ештон Кучер, Сара Джессіка Паркер, Мішель Пфайфер, Швайґер Тільман, Гіларі Свонк, Софія Вергара |
| С І Ч Е Н Ь     | 19       | Контрабанда                                  | Universal Pictures               | Балтасар Кормакур (режисер); Марк Волберг, Кейт Бекінсейл, Бен Фостер, Джованні Рібізі |
| С І Ч Е Н Ь     | 19       | ТойХтоПройшовКрізьВогонь                     | Інсайт-медіа                     | Михайло Іллєнко (режисер, сценарист); Замрий Денис, Константин Коновалов (сценаристи); Дмитро Лінартович, Іванна Іллєнко, Оля Гришина, Віталій Лінецький, Віктор Андрієнко                                                                |
| С І Ч Е Н Ь     | 19       | Поля                                         | Anchor Bay Films                 | Емі Канаан Манн (режисер); Сем Вортінгтон, Джеффрі Дін Морган, Джессіка Честейн, Хлоя Морец |
| С І Ч Е Н Ь     | 19       | Нокаут                                       | Relativity Media                 | Стівен Содерберг (режисер); Джина Карано, Юен Мак-Грегор, Майкл Фассбендер, Ченнінг Татум, Майкл Ангарано, Антоніо Бандерас, Майкл Дуглас                                                                                                 |
| С І Ч Е Н Ь     | 26       | Інший світ 4: Пробудження 3D                 | Lakeshore Entertainment          | Манс Марлінд (режисер); Кейт Бекінсейл, Стівен Рі, Сандрін Голт, Майкл Ілі, Індіа Ейслі, Чарльз Денс |
| С І Ч Е Н Ь     | 26       | Ржевський проти Наполеона 3D                 | Централ Партнершип / Квартал-95  | Маріус Вайсберг (режисер); Павло Дерев'янко, Володимир Зеленський, Світлана Ходченкова, Михайло Галустян |
| Л Ю Т И Й       | 2        | Джек і Джилл                                 | Columbia Pictures                | Деніс Дуган (режисер); Адам Сендлер (продюсер, головна роль), Кеті Голмс, Аль Пачіно |
| Л Ю Т И Й       | 2        | Бойовий кінь                                 | DreamWorks / Touchstone Pictures | Стівен Спілберг (режисер); Емілі Вотсон, Пітер Маллен, Давид Тьюліс, Бенедикт Камбербетч, Том Гіддлстон, Едді Марсан, Тобі Кеббелл, Нільс Ареструп                                                                                        |
| Л Ю Т И Й       | 2        | Нащадки                                      | 20th Century Fox                 | Олександр Пейн (режисер); Джордж Клуні, Джуді Грір, Меттью Ліллард, Шейлін Вудлі, Бо Бріджес |
| Л Ю Т И Й       | 2        | На межі                                      | Summit Entertainment             | Асгер Лет (режисер); Сем Вортінгтон, Елізабет Бенкс, Ентоні Макі, Джеймі Белл, Ед Гарріс |
| Л Ю Т И Й       | 2        | Щось не так з Кевіном                        | BBC Films                        | Лінн Ремсі (режисер); Тільда Свінтон, Джон С. Рейллі, Езра Міллер |
| Л Ю Т И Й       | 2        | Ми. Віримо у кохання                         | Semtex Films                     | Мадонна (режисер, продюсер, сценарист); Еббі Корніш, Джеймс Д'Арсі, Андреа Райзборо, Оскар Айзек |
| Л Ю Т И Й       | 9        | Код доступу «Кейптаун»                       | Universal Pictures               | Деніел Еспіноза (режисер); Дензел Вашингтон, Раян Рейнольдс, Себастьян Роше, Юель Кіннаман |
| Л Ю Т И Й       | 9        | Подорож 2: Таємничий острів 3D               | Warner Bros.                     | Бред Пейтон (режисер); Двейн Джонсон, Майкл Кейн, Джошуа Гатчерсон, Ванесса Гадженс, Крістін Девіс |
| Л Ю Т И Й       | 9        | Зоряні війни. Епізод I. Прихована загроза 3D | 20th Century Fox / Lucasfilm     | Джордж Лукас (режисер, сценарист); Ліам Нісон, Юен Мак-Грегор, Наталі Портман, Джейк Ллойд, Ієн Макдаярмід, Рей Парк |
| Л Ю Т И Й       | 9        | Дуже небезпечна штучка                       | Lionsgate                        | Джулі Енн Робінсон (режисер); Кетрін Гейґл, Джейсон О'Мара, Джон Легвізамо, Деббі Рейнолдс |
| Л Ю Т И Й       | 9        | 7 днів і ночей з Мерилін                     | The Weinstein Company/BBC Films  | Саймон Кертіс (режисер); Мішель Вільямс, Кеннет Брана, Едді Редмейн, Емма Вотсон, Джуді Денч |
| Л Ю Т И Й       | 16       | Березневі іди                                | Columbia Pictures                | Джордж Клуні (режисер, продюсер, сценарист, головна роль); Раян Ґослінг, Філіп Сеймур Гоффман, Пол Джаматті, Маріса Томей, Джеффрі Райт, Еван Рейчел Вуд                                                                                  |
| Л Ю Т И Й       | 16       | Отже, війна                                  | 20th Century Fox                 | МакДжі (режисер); Вілл Сміт (продюсер); Різ Вітерспун, Кріс Пайн, Том Гарді, Челсі Гендлер, Тіль Швайґер |
| Л Ю Т И Й       | 16       | Артист                                       | Warner Bros.                     | Мішель Азанавічус (режисер); Жан Дюжарден, Береніс Бежо, Джон Гудман, Джеймс Кромвель, Міссі Пайл, |
| Л Ю Т И Й       | 16       | Прислуга                                     | Touchstone Pictures              | Тейт Тейлор (режисер), Кріс Коламбус (продюсер); Емма Стоун, Віола Девіс, Брайс Даллас Говард, Еллісон Дженні, Октавія Спенсер, Джессіка Честейн                                                                                          |
| Л Ю Т И Й       | 16       | Клятва                                       | Spyglass Entertainment           | Майкл Саксі (режисер); Ченнінг Татум, Рейчел Макадамс, Сем Нілл, Скотт Спідмен, Джессіка Ленг, Джессіка Макнейм |
| Л Ю Т И Й       | 23       | Примарний вершник 2 3D                       | Columbia Pictures                | Марк Невелдін, Браян Тейлор (режисери); Ніколас Кейдж, Фергус Ріордан, Кіаран Гіндс, Віоланте Плачідо, Ідріс Ельба, Кристофер Ламберт |
| Л Ю Т И Й       | 23       | Коріолан                                     | The Weinstein Company/Lionsgate  | Ральф Файнс (режисер, продюсер, головна роль), Джерард Батлер, Ванесса Редґрейв, Браян Кокс, Джессіка Честейн |
| Л Ю Т И Й       | 23       | Ми купили зоопарк                            | 20th Century Fox                 | Кемерон Кроу (режисер); Метт Деймон, Скарлетт Йоганссон, Томас Гейден Черч, Патрік Фагіт, Колін Форд, Ель Феннінг |
| Л Ю Т И Й       | 23       | Ніжність                                     | Studio Canal/Canal+              | Давід Фонкінос, Стефан Фонкінос (режисери); Одрі Тоту, Франсуа Дам'єн, Мелані Берньє |
| Б Е Р Е З Е Н Ь | 1        | Залізна леді                                 | 20th Century Fox                 | Філліда Ллойд (режисер); Меріл Стріп, Джим Бродбент, Ентоні Гед, Річард Е. Грант |
| Б Е Р Е З Е Н Ь | 8        | Джон Картер 3D                               | Walt Disney Pictures             | Ендрю Стентон (режисер); Тейлор Кітч, Лінн Коллінз, Томас Гейден Черч, Марк Стронг, Віллем Дефо |
| Б Е Р Е З Е Н Ь | 8        | 8 перших побачень                            | Студія Квартал-95                | Девід Додсон, Олександр Маляревський (режисери); Володимир Зеленський, Оксана Акіньшина, Денис Никифоров, Світлана Ходченкова |
| Б Е Р Е З Е Н Ь | 15       | Лоракс 3D                                    | Universal Pictures               | Кріс Ренод (режисер); Денні Девіто, Зак Ефрон, Тейлор Свіфт, Ед Гелмс, Роб Ріггл, Бетті Вайт, Дженні Слейт |
| Б Е Р Е З Е Н Ь | 15       | Кличко                                       | Broadview TV                     | Себастіан Денгардт (режисер); Віталій Кличко, Володимир Кличко |
| Б Е Р Е З Е Н Ь | 15       | Білосніжка: Помста гномів                    | Relativity Media                 | Терсем Сінґх (режисер); Джулія Робертс, Лілі Коллінз, Армі Гаммер, Шон Бін |
| Б Е Р Е З Е Н Ь | 22       | Голодні ігри                                 | Lionsgate                        | Гарі Рос (режисер); Дженніфер Лоуренс, Джошуа Гатчерсон, Вуді Гаррельсон, Елізабет Бенкс, Ліам Гемсворт, Ленні Кравіц, Стенлі Туччі, Дональд Сазерленд                                                                                    |
| Б Е Р Е З Е Н Ь | 22       | Небезпечний метод                            | Recorded Picture Company         | Девід Кроненберг (режисер); Вігго Мортенсен, Майкл Фассбендер, Кіра Найтлі, Венсан Кассель |
| Б Е Р Е З Е Н Ь | 22       | Красуня і чудовисько 3D                      | Walt Disney                      | Гарі Труздейл, Кірк Вайз (режисери), Дон Хан (продюсер), Лінда Вулвертон (сценарист); Пейдж О'Хара, Роббі Бенсон, Річард Вайт |
| Б Е Р Е З Е Н Ь | 29       | Гнів Титанів 3D                              | Warner Bros.                     | Джонатан Лібесман (режисер); Сем Вортінгтон, Розамунд Пайк, Білл Наї, Едгар Рамірез, Тобі Кеббелл, Денні Хьюстон, Ральф Файнс, Ліам Нісон                                                                                                 |
| Б Е Р Е З Е Н Ь | 29       | Маппет-шоу                                   | Walt Disney Pictures             | Джеймс Бобін (режисер); Джейсон Сігел, Емі Адамс, Кріс Купер, Рашіда Джонс |
| Б Е Р Е З Е Н Ь | 29       | Гаряче серце                                 | Tauras Films                     | Донатас Улвідас (режисер); Мантас Янкавічус, Агнія Дітковскіте |

### Квітень— Червень
| Прем'єра      | Прем'єра | Назва                                        | Виробництво                             | Актори й Творці |
| ------------- | -------- | -------------------------------------------- | --------------------------------------- | --- |
| К В І Т Е Н Ь | 5        | Титанік 3D                                   | 20th Century Fox / Paramount Pictures   | Джеймс Камерон (режисер, сценарист); Леонардо ДіКапріо, Кейт Вінслет, Біллі Зейн, Френсіс Фішер, Глорія Стюарт, Білл Пекстон, Кеті Бейтс, Бернард Гілл, Віктор Ґарбер, Йоан Гріффідд     |
| К В І Т Е Н Ь | 5        | Американський пиріг: Знову разом             | Universal Pictures                      | Джон Харвітц, Хайден Шлоссберг (режисери); Джейсон Біггз, Елісон Ханніган, Кріс Клейн, Томас Єн Ніколас, Едді Кей Томас, Шон Вільям Скотт, Тара Рід                                      |
| К В І Т Е Н Ь | 12       | Жінка у чорному                              | Momentum Pictures                       | Джеймс Воткінс (режисер); Деніел Редкліфф, Кіаран Хіндс, Джанет МакТір, Софі Стакі, Ліз Вайт                                                                                             |
| К В І Т Е Н Ь | 12       | Ворон                                        | Rogue                                   | Джеймс МакТіг (режисер); Джон К'юсак, Еліс Іве, Олівер Джексон Коен, Люк Еванс, Кевін Макноллі, Пем Ферріс                                                                               |
| К В І Т Е Н Ь | 12       | Останній заповіт Нобеля                      | Yellow Bird Films                       | Петер Флінт (режисер); Малін Крепін, Бьєрн Чьелльман, Андре Лейф, Кайса Ернст, Антьє Троє                                                                                                |
| К В І Т Е Н Ь | 19       | Морський бій                                 | Universal Pictures                      | Пітер Берг (режисер); Тейлор Кітч, Александр Скарсгард, Бруклін Декер, Ріанна, Ліам Нісон, Асано Таданобу                                                                                |
| К В І Т Е Н Ь | 19       | Проект X: Дорвались                          | Warner Bros.                            | Німа Нурізаде (режисер), Тодд Філліпс (продюсер); Томас Манн, Олівер Купер, Джонатан Даніель Браун, Кірбі Блісс Блантон                                                                  |
| К В І Т Е Н Ь | 19       | Риба моєї мрії                               | Lionsgate                               | Лассе Халлстрем (режисер); Емілі Блант, Юен Мак-Грегор, Крістін Скотт Томас, Амр Вакед                                                                                                   |
| К В І Т Е Н Ь | 26       | Пірати! Банда невдах 3D                      | Sony Pictures / Columbia Pictures       | Пітер Лорд (режисер); Г'ю Грант, Сальма Хаєк, Джеремі Півен, Імелда Стонтон, Девід Теннант, Мартін Фріман                                                                                |
| К В І Т Е Н Ь | 26       | 1+1                                          | Gaumont                                 | Олів'є Накаш, Ерік Толедано (режисери); Франсуа Клюзе, Омар Сай |
| Т Р А В Е Н Ь | 3        | Месники 3D                                   | Paramount Pictures/Marvel Studios       | Джосс Відон (режисер); Роберт Дауні (молодший), Кріс Еванс, Марк Руффало, Кріс Хемсворт, Скарлет Йоханссон, Джеремі Реннер, Семюел Л. Джексон, Том Хіддлстон, Кобі Смолдерс, Кларк Грегг |
| Т Р А В Е Н Ь | 3        | Земля забуття                                | Les Films du Poisson                    | Міхаль Боганім (режисер); Ольга Куриленко, Анджей Хира, Ілля Іосифов, В'ячеслав Сланко, Тетяна Рассказова                                                                                |
| Т Р А В Е Н Ь | 3        | Поміж                                        | Pathé                                   | Френсіс Форд Коппола (режисер, продюсер, сценарист); Вел Кілмер, Ель Феннінг, Джоенн Воллі, Брюс Дерн, Бен Чаплін, Олден Еренріч                                                         |
| Т Р А В Е Н Ь | 3        | Захисник                                     | Lionsgate                               | Боаз Якин (режисер); Джейсон Стейтем, Кетрін Чан, Кріс Сарандон, Роберт Джон Берк, Джеймс Хонг, Реггі Лі                                                                                 |
| Т Р А В Е Н Ь | 10       | Напролом                                     | EuropaCorp / Canal+                     | Джеймс Метер (режисер), Люк Бессон (продюсер); Гай Пірс, Меґґі Ґрейс, Вінсент Ріґан, Джозеф Ґілґан, Ленні Джеймс, Петер Стормаре                                                         |
| Т Р А В Е Н Ь | 10       | Похмурі тіні                                 | Warner Bros.                            | Тім Бертон (режисер), Джонні Депп (продюсер, актор); Мішель Пфайфер, Гелена Бонем Картер, Ева Грін, Джекі Ерл Гейлі, Джонні Лі Міллер, Хлоя Морец                                        |
| Т Р А В Е Н Ь | 10       | У нас є Папа                                 | Sacher Film                             | Нанні Моретті (режисер, актор); Мішель Пікколі, Єжи Штур, |
| Т Р А В Е Н Ь | 10       | Сором                                        | Fox Searchlight Pictures                | Стів Макквін (режисер); Майкл Фассбендер, Кері Малліган, Ніколь Біхайр, Джеймс Бедж Дейл, Ганнаг Вейр                                                                                    |
| Т Р А В Е Н Ь | 17       | Чого чекати, коли чекаєшь дитину             | Lionsgate                               | Кірк Джонс (режисер); Дженніфер Лопес, Камерон Діас, Метью Моррісон, Родріго Санторо, Елізабет Бенкс, Анна Кендрік, Бруклін Декер, Шеріл Коул                                            |
| Т Р А В Е Н Ь | 17       | Диктатор                                     | Paramount Pictures                      | Ларрі Чарльз (режисер); Саша Барон Коен, Меган Фокс, Бен Кінґслі, Анна Фаріс |
| Т Р А В Е Н Ь | 17       | Тарбозавр                                    | Dream Search C&C, Olive Studio, EBS     | Сань-хо Хань (режисер); Лі Хуанг Сук, Ґу Я-Хуонг, Сін Йонг-Ву |
| Т Р А В Е Н Ь | 24       | Люди в чорному 3 3D                          | Columbia Pictures                       | Баррі Зонненфельд (режисер); Вілл Сміт, Томмі Лі Джонс, Джош Бролін, Еліс Ів, Джемейн Клемент, Емма Томпсон, Ніколь Шерзінгер                                                            |
| Т Р А В Е Н Ь | 24       | Красуня з нетрів                             | Revolution Films                        | Майкл Вінтерботтом (режисер); Фріда Пінто, Різ Ахмед |
| Т Р А В Е Н Ь | 24       | Заборонена зона                              | Warner Bros.                            | Бредлі Паркер (режисер); Джессі Маккартні, Джонатан Садовський, Інгрід Болсай Бердал |
| Т Р А В Е Н Ь | 24       | Надер і Симін: Розлучення                    | Asghar Farhadi Productions              | Асгар Фаргаді (режисер) |
| Т Р А В Е Н Ь | 31       | Білосніжка та мисливець                      | Universal Pictures                      | Руперт Сандерс (режисер); Крістен Стюарт, Шарліз Терон, Кріс Хемсворт, Сем Клафлін, Іян Макшейн                                                                                          |
| Т Р А В Е Н Ь | 31       | Прометей 3D                                  | 20th Century Fox                        | Рідлі Скотт (режисер, продюсер); Нумі Рапас, Шарліз Терон, Майкл Фассбендер, Гай Пірс, Ідріс Ельба, Логан Маршалл-Грін                                                                   |
| Ч Е Р В Е Н Ь | 7        | Мадагаскар 3 3D                              | Paramount Pictures DreamWorks Animation | Ерік Дарнелл (режисер); Бен Стіллер, Кріс Рок, Джада Пінкетт-Сміт, Девід Швіммер, Френсіс Макдорманд, Саша Барон Коен, Седрік «Розважальник», Джессіка Честейн                           |
| Ч Е Р В Е Н Ь | 7        | Шеф                                          | Gaumont                                 | Даніель Коен (режисер, сценарист); Мікаель Юн, Жан Рено, Рафаель Агоге, Жульєн Буассельє                                                                                                 |
| Ч Е Р В Е Н Ь | 14       | Рок на віки                                  | New Line Cinema                         | Адам Шенкман (режисер); Том Круз, Джуліанн Гаф, Діего Бонета, Рассел Бренд, Пол Джаматті, Кетрін Зета-Джонс, Малін Акерман, Мері Джей Блайдж, Алек Болдвін                               |
| Ч Е Р В Е Н Ь | 21       | Літо. Однокласники. Кохання                  | Lionsgate                               | Ліза Азуелос (режисер); Майлі Сайрус, Демі Мур, Ешлі Грін, Адам Дж. Севані, Дуглас Бут, Томас Джейн                                                                                      |
| Ч Е Р В Е Н Ь | 21       | Відважна 3D                                  | Pixar / Walt Disney                     | Марк Ендрюс (режисер); Келлі Макдональд, Джулія Волтерс, Біллі Конноллі, Емма Томпсон, Кевін МакКідд, Роббі Колтрейн, Джон Ратценбергер                                                  |
| Ч Е Р В Е Н Ь | 28       | Президент Лінкольн: Мисливець на вампірів 3D | 20th Century Fox                        | Тимур Бекмамбетов (режисер); Бенджамін Вокер, Домінік Купер, Ентоні Макі, Мері Елізабет Вінстед, Руфус Сьюелл, Мартон Чокаш                                                              |
| Ч Е Р В Е Н Ь | 28       | Супер Майк                                   | Warner Bros.                            | Стівен Содерберг (режисер); Ченнінг Татум, Алекс Петтіфер, Меттью Бомер, Джо Манганьєлло, Меттью Макконехі                                                                               |

### Липень— Вересень
| Прем'єра        | Прем'єра | Назва                                           | Виробництво                                | Актори й Творці |
| --------------- | -------- | ----------------------------------------------- | ------------------------------------------ | --- |
| Л И П Е Н Ь     | 5        | Нова Людина-павук                               | Columbia Pictures                          | Марк Вебб (режисер); Ендрю Гарфілд, Емма Стоун, Ріс Іфанс, Саллі Філд, Мартін Шин |
| Л И П Е Н Ь     | 5        | Три метри над рівнем неба: Я хочу тебе          | Antena 3 Films                             | Фернандо Гонсалес Моліна (режисер); Маріо Касас, Клара Лаго, Марія Вальверде, Нерела Камачо, Луїс Фернандес                                                                                   |
| Л И П Е Н Ь     | 12       | Льодовиковий період 4: Континентальний дрейф 3D | 20th Century Fox / Blue Sky Studios        | Стів Мартіно (режисер); Рей Романо, Джон Легвізамо, Деніс Лірі, Квін Латіфа, Шон Вільям Скотт, Джош Пек, Крис Уэдж, Дженніфер Лопес                                                           |
| Л И П Е Н Ь     | 12       | Щасливчик                                       | Warner Bros. Pictures                      | Скотт Хікс (режисер), Ніколас Спаркс (сценарист); Зак Ефрон, Тейлор Шиллінг, Джей Р. Фергюсон, Блайт Даннер                                                                                   |
| Л И П Е Н Ь     | 19       | Залізне небо                                    | Energia Productions / New Holland Pictures | Тімо Вуоренсола (режисер); Джулія Дітце, Крістофер Кербі, Ґетц Отто, Пета Сержант, Удо Кір, Стефані Поль                                                                                      |
| Л И П Е Н Ь     | 19       | Червоні вогні                                   | Versus Entertainment                       | Родріго Кортес (режисер, сценарист); Роберт де Ніро, Сігурні Вівер, Кілліан Мерфі, Джоелі Річардсон, Елізабет Олсен, Тобі Джонс                                                               |
| Л И П Е Н Ь     | 26       | Темний лицар повертається                       | Warner Bros.                               | Крістофер Нолан (режисер); Крістіан Бейл, Майкл Кейн, Гарі Олдмен, Том Харді, Енн Гетевей, Маріон Котіяр, Джозеф Гордон-Левітт, Морган Фрімен                                                 |
| Л И П Е Н Ь     | 26       | Крок вперед 4 3D                                | Summit Entertainment / Lionsgate           | Скотт Спір (режисер); Адам Дж. Севані, Кетрін МакКормік, Раян Гузман, Пітер Галлахер |
| Л И П Е Н Ь     | 26       | Римські пригоди                                 | Medusa Film                                | Вуді Аллен (режисер, актор), Алек Болдвін, Роберто Беніньї, Пенелопа Крус, Джуді Девіс, Джессі Айзенберг, Грета Гервіг, Еллен Пейдж                                                           |
| С E P П Е Н Ь   | 2        | 4:44 Останній день на Землі                     | Wild Bunch                                 | Абель Феррара (режисер); Віллем Дефо, Наташа Ліонні |
| С E P П Е Н Ь   | 2        | Третій зайвий                                   | Universal Pictures                         | Сет МакФарлейн (режисер); Патрік Стюарт (озвучення), Марк Волберг, Міла Куніс, Джованні Рібізі, Джоель МакХейл, Патрік Варбертон                                                              |
| С E P П Е Н Ь   | 2        | Джунглі кличуть! В пошуках Марсупіламі          | Pathé                                      | Ален Шаба (режисер, продюсер, сценарист, актор), Жамель Дебуз, Фред Тесто, Жеральдін Накаш, Ламбер Вілсон                                                                                     |
| С E P П Е Н Ь   | 9        | Згадати все                                     | Columbia Pictures                          | Лен Вайсман (режисер); Колін Фаррелл, Кейт Бекінсейл, Джессіка Біл, Браян Кренстон |
| С E P П Е Н Ь   | 9        | Космополіс                                      | Entertainment One                          | Девід Кроненберг (режисер, сценарист); Роберт Паттінсон, Пол Джаматті, Саманта Мортон, Джей Барушель, Кевін Дюранд, Жульєт Бінош                                                              |
| С E P П Е Н Ь   | 9        | Гавана, я люблю тебе                            | Morena Films / Full House                  | Бенісіо дель Торо, Хуліо Медем, Еліа Сулейман (режисери); Даніель Брюль, Емир Кустуриця, Джошуа Гатчерсон                                                                                     |
| С E P П Е Н Ь   | 16       | Нестримні 2                                     | Lionsgate                                  | Саймон Вест (режисер); Сільвестер Сталлоне, Джейсон Стейтем, Джет Лі, Дольф Лундгрен, Чак Норріс, Террі Крюз, Ренді Кутюр, Ліам Гемсворт, Жан Клод Ван Дам, Брюс Вілліс, Арнольд Шварценеггер |
| С E P П Е Н Ь   | 16       | Таємниця магічних крил                          | DisneyToon Studios                         | Пеггі Холмс (режисер); Мей Вітман, Люсі Ліу, Рейвен Сімоне, Крістін Ченовет, Люсі Хейл, Джессі Маккартні, Тімоті Далтон                                                                       |
| С E P П Е Н Ь   | 16       | Піраньї 3DD                                     | Dimension Films                            | Джон Гулажер (режисер); Даніель Панабейкер, Метт Буш, Девід Кечнер, Кріс Зілка, Катріна Боуден, Гері Бьюзі, Крістофер Ллойд                                                                   |
| С E P П Е Н Ь   | 23       | Мій пацан                                       | Columbia Pictures                          | Шон Андерс (режисер), Адам Сендлер (продюсер, актор); Енді Семберг, Лейтон Містер, Сьюзен Серендон, Сіара                                                                                     |
| С E P П Е Н Ь   | 23       | Паралельні світи                                | Warner Bros. / Lionsgate                   | Хуан Діего Соланас (режисер); Джим Стерджесс, Кірстен Данст, Тімоті Сполл |
| С E P П Е Н Ь   | 23       | Паранорман 3D                                   | Universal Pictures                         | Сем Фелл, Кріс Батлер (режисери); Коді Сміт-МакФі, Кейсі Аффлек, Анна Кендрік, Джон Гудман, Леслі Манн                                                                                        |
| С E P П Е Н Ь   | 30       | Спадок Борна                                    | Universal Pictures                         | Тоні Гілрой (режисер); Джеремі Реннер, Рейчел Вайс, Едвард Нортон, Джоан Аллен, Альберт Фінні, Скотт Гленн, Стейсі Кіч, Оскар Айзек, Девід Стретейрн                                          |
| С E P П Е Н Ь   | 30       | Серед білого дня                                | Summit Entertainment                       | Мабру Ель Мекрі (режисер); Генрі Кавілл, Брюс Вілліс, Сігурні Вівер, Керолайн Гудолл, Рафі Гаврон                                                                                             |
| С E P П Е Н Ь   | 30       | Воруши ластами 2 3D                             | StudioCanal                                | Бен Стассен (режисер, продюсер); Ізабелль Фюрман |
| В E P Е С E Н Ь | 6        | Королівство повного місяця                      | Focus Features                             | Вес Андерсон (режисер); Брюс Вілліс, Едвард Нортон, Білл Мюррей, Френсіс Макдорманд, Тільда Свінтон                                                                                           |
| В E P Е С E Н Ь | 6        | Медальйон                                       | The Weinstein Company                      | Саймон Вест (режисер); Ніколас Кейдж, Малін Акерман, Марк Веллі, Джош Лукас, Денні Хьюстон |
| В E P Е С E Н Ь | 6        | Холостячки                                      | Gary Sanchez Productions                   | Леслі Хедленд (режисер), Вілл Ферелл (продюсер); Кірстен Данст, Айла Фішер, Ліззі Каплан, Джеймс Марсден                                                                                      |
| В E P Е С E Н Ь | 6        | Цезар має померти                               | Stemal Entertainment                       | Паоло і Вітторіо Тавіані (режисери); Сальваторе Стріано, Козімо Рега, Джованні Аркурі, Антоніо Франца                                                                                         |
| В E P Е С E Н Ь | 13       | Оселя зла: Відплата                             | Screen Gems                                | Пол Андерсон (режисер, сценарист); Мілла Йовович, Сієнна Гіллорі, Йохан Урб, Лі Бінгбінг, Шон Робертс, Кевін Дюран, Одед Фер, Борис Коджо, Мішель Родрігес                                    |
| В E P Е С E Н Ь | 13       | Прощавай, моя королево                          | France 3 Cinéma                            | Бенуа Жако (режисер); Діана Крюгер, Лєа Сейду, Вірджинія Ледоєн, Ксавє Бовуа |
| В E P Е С E Н Ь | 13       | Королі рулетки                                  | Afrodita Audiovisual, A.I.E.               | Едуард Кортес (режисер); Даніель Брюль, Льюіс Хомар, Едуард Фернандес, Марина Салас |
| В E P Е С E Н Ь | 20       | Суддя Дредд 3D                                  | Lionsgate                                  | Піт Тревіс (режисер); Карл Урбан, Олівія Тірлбі, Вуд Харріс, Ліна Хіді |
| В E P Е С E Н Ь | 20       | Патруль                                         | Open Road Films                            | Девід Ейєр (режисер); Джейк Джилленголл, Майкл Пенья, Анна Кендрік, Наталі Мартінез, Амеріка Феррера                                                                                          |
| В E P Е С E Н Ь | 27       | Петля часу                                      | TriStar Pictures                           | Раян Джонсон (режисер); Брюс Вілліс, Джозеф Гордон-Левітт, Емілі Блант, Пол Дано, Ной Сеган, Пайпер Перабо, Джефф Деніелс                                                                     |
| В E P Е С E Н Ь | 27       | Доля янголів                                    | Entertainment One                          | Кен Лоуч (режисер); Роджер Аллам, Поул Бреніган, Джон Хеншоу, Гарі Мейтленд |
| В E P Е С E Н Ь | 27       | Експат                                          | Informant Media                            | Філіпп Штельцль (режисер); Аарон Екхарт, Ольга Куриленко |

### Жовтень— Грудень
| Прем'єра        | Прем'єра | Назва                              | Виробництво                               | Актори й Творці |
| --------------- | -------- | ---------------------------------- | ----------------------------------------- | --- |
| Ж О В Т Е Н Ь   | 4        | Викрадена 2                        | EuropaCorp / 20th Century Fox             | Олів'є Мегатон (режисер), Люк Бессон (продюсер, співсценарист); Ліам Нісон, Меггі Грейс, Фамке Янссен, Раде Сербеджиа |
| Ж О В Т Е Н Ь   | 4        | Дикуни                             | Universal Pictures                        | Олівер Стоун (режисер); Тейлор Кітч, Блейк Лайвлі, Аарон Джонсон, Джон Траволта, Бенісіо дель Торо, Сальма Хаєк, Деміан Бішір |
| Ж О В Т Е Н Ь   | 11       | Порочна пристрасть                 | Lionsgate                                 | Ніколас Джарекі (режисер); Річард Гір, Сьюзен Серендон, Тім Рот, Бріт Марлінг, Летиція Каста |
| Ж О В Т Е Н Ь   | 11       | Будинок в кінці вулиці             | Relativity Media                          | Марк Тондерай (режисер); Дженніфер Лоуренс, Макс Тіріот, Джил Беллоуз, Елізабет Шу |
| Ж О В Т Е Н Ь   | 18       | Пограбування казино                | The Weinstein Company                     | Ендрю Домінік (режисер), Бред Пітт (продюсер, актор), Річард Дженкінс, Джеймс Гендолфіні, Рей Ліотта, Бен Мендельсон |
| Ж О В Т Е Н Ь   | 18       | Паранормальне явище 4              | Paramount Pictures                        | Еріель Шульман, Генрі Джуст (режисери); Кеті Фезерстон, Кетрін Ньютон, Спрейг Грейден, Міка Слоат |
| Ж О В Т Е Н Ь   | 18       | Я, Алекс Кросс                     | Summit Entertainment                      | Роб Коен (режисер); Тайлер Перрі, Метью Фокс, Едвард Бернс, Рейчел Ніколс, Сесілі Тайсон, Кармен Іджого, Джон С. МакГінлі, Жан Рено |
| Ж О В Т Е Н Ь   | 18       | Франкенвіні 3D                     | Walt Disney Pictures                      | Тім Бертон (режисер, співпродюсер); Чарлі Тахен, Вайнона Райдер, Кетрін О'Хара, Мартін Ландау, Мартін Шорт |
| Ж О В Т Е Н Ь   | 25       | Сайлент Хілл 2 3D                  | Lionsgate                                 | Майкл Дж. Бассетт (режисер, сценарист); Аделаїда Клеменс, Кіт Харінгтон, Рада Мітчелл, Шон Бін, Дебора Кара Ангер, Керрі-Енн Мосс, Мартін Донован, Малькольм МакДауелл |
| Ж О В Т Е Н Ь   | 25       | Монстри на канікулах               | Columbia Pictures                         | Генадій Тартаковський (режисер); озвучення: Адам Сендлер, Селена Гомес, Енді Семберг, Кевін Джеймс, Френ Дрешер, Джон Ловіц, Cee Lo Green, Стів Бушемі, Девід Спейд |
| Ж О В Т Е Н Ь   | 25       | Астерікс і Обелікс у Британії 3D   | Wild Bunch                                | Едуар Баер, Жерар Депардьє, Фабріс Лукіні, Катрін Денев, Жерар Жюньо, Жан Рошфор |
| Л И С Т О П А Д | 1        | 007: Координати «Скайфолл»         | Metro-Goldwyn-Mayer / Columbia Pictures   | Сем Мендес (режисер); Деніел Крейґ, Хав'єр Бардем, Джуді Денч, Ральф Файнс, Альберт Фінні, Наомі Харріс, Береніс Марло, Бен Вішоу |
| Л И С Т О П А Д | 1        | Ральф — руйнівник 3D               | Walt Disney Pictures                      | Річ Мур (режисер), Джон Лессетер (співпродючер); озвучення: Джон С. Райллі, Джек МакБрайєр, Джейн Лінч, Сара Сільверман, Алан Тудик, |
| Л И С Т О П А Д | 8        | Хмарний атлас                      | Warner Bros.                              | Брати Ваховські, Том Тиквер (режисери); Том Генкс, Геллі Беррі, Джим Броадбент, Г'юго Вівінґ, Джим Стерджесс, Бае Дуна, Бен Вішоу, Джеймс Д'Арсі, Чжоу Сюнь, Кіт Девід, Сьюзен Серендон, Г'ю Грант                                                                                           |
| Л И С Т О П А Д | 15       | Сутінки Сага: Світанок — Частина 2 | Summit Entertainment                      | Біл Кондон (режисер); Роберт Патісон, Крістен Стюарт, Тейлор Лотнер, Пітер Фачінеллі, Елізабет Різер, Ешлі Грін |
| Л И С Т О П А Д | 22       | Вартові легенд                     | DreamWorks Animation / Paramount Pictures | Пітер Рамсей, Вільям Джойс (режисери); озвучення: Кріс Пайн, Айла Фішер, Х'ю Джекмен, Алек Болдвін, Джуд Лоу, Дакота Гойо |
| Л И С Т О П А Д | 29       | Королівський роман                 | Zentropa                                  | Ніколай Арсел (режисер); Мадс Міккельсен, Алісія Вікандер, Міккель Фольсгаард, Джеремі Айронс, Бен Барнс, Денніс Квейд, Дж. К. Сімонс, Джон Ханна, Нора Арнезедер |
| Л И С Т О П А Д | 29       | Бункер                             | Cactus Flower                             | Андреас Баїз (режисер); Мартіна Ґарсія, Клара Лаго |
| Г Р У Д Е Н Ь   | 6        | Чоловік нарозхват                  | Millennium Films                          | Ґабріеле Муччіно (режисер); Джерард Батлер, Джессіка Біл, Ума Турман, Кетрін Зета-Джонс, Джуді Грір, Денніс Квейд, Джеймс Таппер |
| Г Р У Д Е Н Ь   | 6        | Рейс                               | Paramount Pictures                        | Роберт Земекіс, (режисер); Дензел Вашингтон, Келлі Райлі, Брюс Грінвуд, Дон Чідл, Джон Гудман, Мелісса Лео |
| Г Р У Д Е Н Ь   | 6        | Заміж на 2 дні                     | Egérie Productions                        | Паскаль Шоумель, (режисер); Діана Крюгер, Дені Бун |
| Г Р У Д Е Н Ь   | 13       | Мій хлопець — псих                 | The Weinstein Company                     | Девід Расселл (режисер); Бредлі Купер, Дженніфер Лоуренс, Роберт де Ніро, Джекі Вівер, Джулія Стайлз, Кріс Такер |
| Г Р У Д Е Н Ь   | 13       | Відв'язні канікули                 | Muse Entertainment                        | Гармоні Корін (режисер); Селена Гомес, Ванесса Гадженс, Ешлі Бенсон, Джеймс Франко, Джулія Стайлз, Кріс Такер |
| Г Р У Д Е Н Ь   | 13       | Найп'янкіший округ у світі         | The Weinstein Company                     | Джон Хіллкоат (режисер); Шая Лабаф, Том Харді, Гарі Олдмен, Міа Васіковська, Джессіка Честейн, Гай Пірс |
| Г Р У Д Е Н Ь   | 20       | Слова                              | CBS Films                                 | Браян Клагман (режисер); Бредлі Купер, Олівія Вайлд, Зої Салдана, Джеремі Айронс, Бен Барнс, Денніс Квейд, Дж. К. Сімонс, Джон Ханна, Нора Арнезедер |
| Г Р У Д Е Н Ь   | 20       | Хоббіт: Несподівана подорож        | Metro-Goldwyn-Mayer / Warner Bros.        | Пітер Джексон (режисер); Мартін Фріман, Ієн Маккеллен, Річард Армітедж, Енді Серкіс, Бенедикт Камбербетч, Грем МакТавіш, Кен Стотт, Г'юго Вівінґ, Джеймс Несбітт, Люк Еванс, Стівен Фрай, Біллі Конноллі, Еванджелін Ліллі, Крістофер Лі, Кейт Бланшетт, Ієн Голм, Елайджа Вуд, Орландо Блум |
| Г Р У Д Е Н Ь   | 27       | У пошуках Немо 3D                  | Pixar / Walt Disney Pictures              | Ендрю Стентон (режисер); Альберт Брукс, Еллен Дедженерес, Александр Ґулд, Віллем Дефо, Бред Геррет, Еллісон Дженні, Джеффрі Раш, Боб Пітерсон, Ерік Бана, Елізабет Перкінс |

## Померли

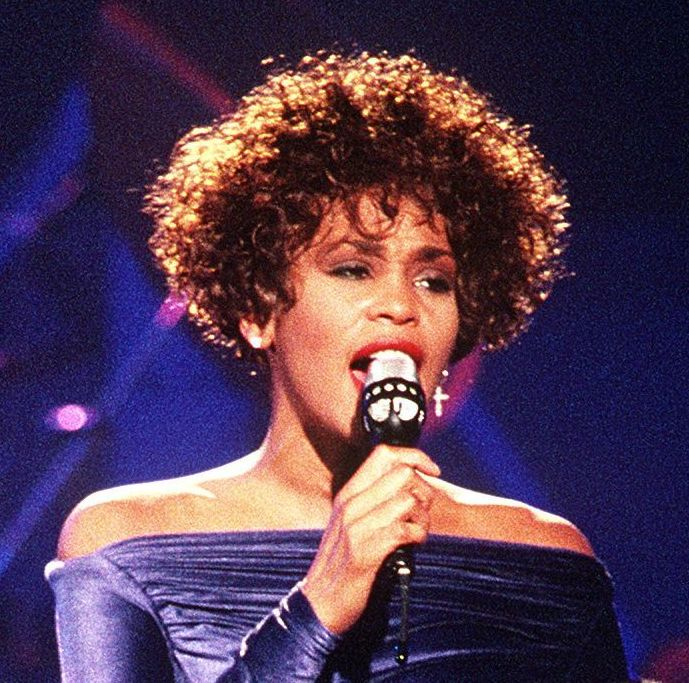
Вітні Г'юстон (1963—2012)

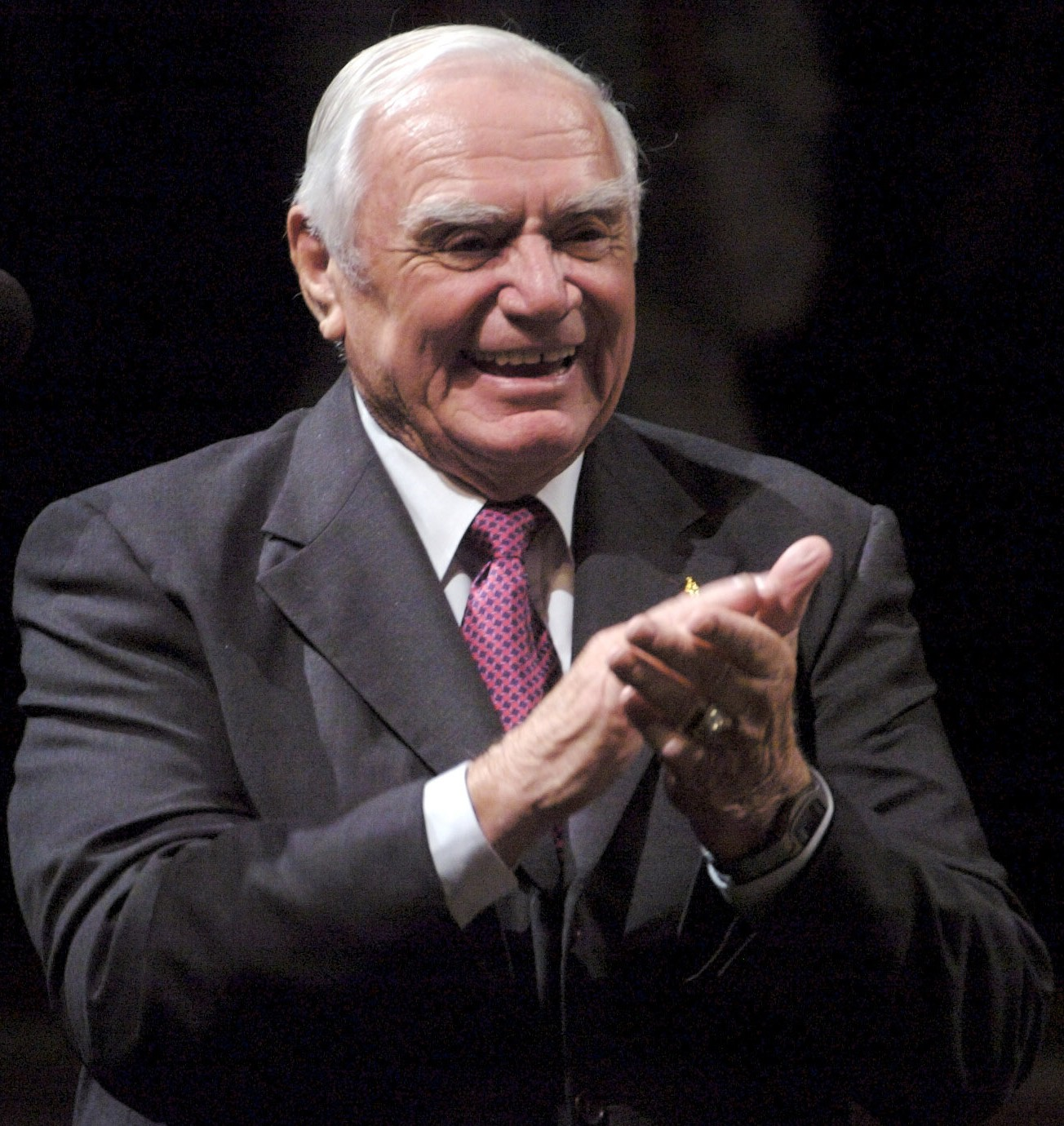
Ернест Боргнайн (1917—2012)

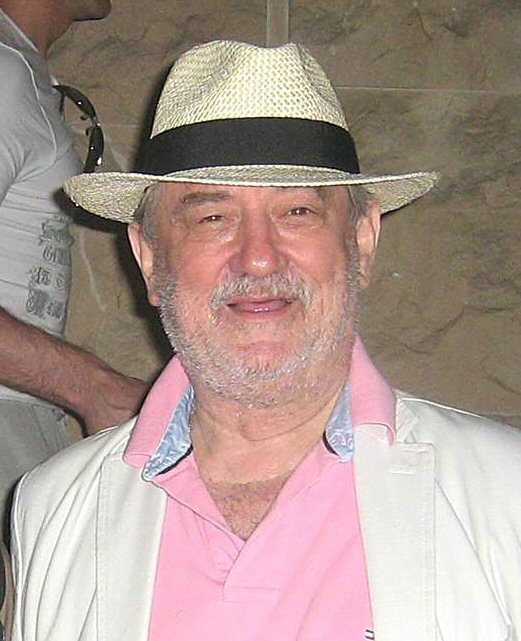
Богдан Ступка (1941—2012)

### Січень
- 8 січня: Харитонова Світлана Миколаївна, радянська і російська акторка.
- 18 січня: Євген Жариков, російський актор.
- 24 січня:
  - Вадим Гловна[de], німецький актор і режисер.
  - Тодорос Ангелопулос, грецький режисер, сценарист.Тодорос Ангелопулос (1936—2012)
  - Джеймс Фарентіно[en], американський актор.

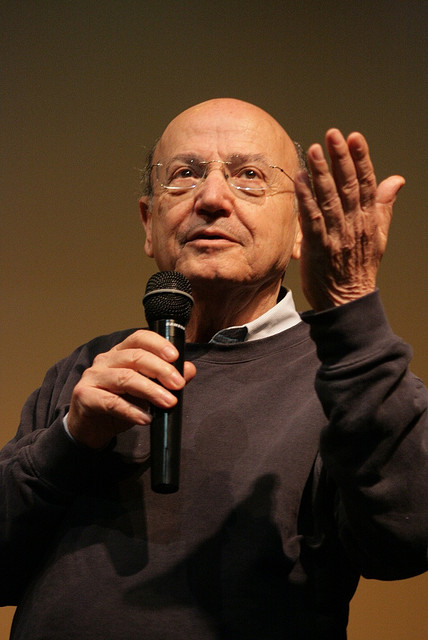
Тодорос Ангелопулос (1936—2012)

- 25 січня: Коста Цонев, болгарський актор.

### Лютий
- 3 лютого: Бен Газзара, американський актор і режисер.
- 7 лютого: Гусєв Володимир Михайлович, російський актор.
- 11 лютого: Вітні Х'юстон, американська співачка, акторка.
- 12 лютого: Девід Келлі (актор), ірландський актор.
- 15 лютого: Ташков Євген Іванович, радянський, російський кінорежисер, сценарист, актор.
- 22 лютого:
  - Людмила Касаткіна, радянська та російська акторка.
  - Шакірова Тамара Халімівна, радянська, і узбецька акторка.
- 24 лютого: Андрій Бенкендорф, український та російський кінорежисер.
- 25 лютого: Ерланд Джозефсон, шведський актор, режисер, письменник.
- 29 лютого: Дейві Джонс[en], американський музикант, актор.

### Березень
- 1 березня: Лучіо Далла, італійський композитор, актор, режисер.
- 3 березня:
  - Денисов Олександр Петрович, білоруський актор театру та кіно,
  - Ральф МакКуоррі[en], американськи художник та ілюстратор.
- 4 березня — Шальнов Павло Олександрович, радянський та російський актор.
- 10 березня: Жан Жиро, французький художник, автор коміксів.
- 13 березня:
  - Людмила Шагалова, радянська акторка.
  - Мішель Дюшоссуа, французький актор (нар. 1938).
- 14 березня : П'єр Шендерфер, французький кінорежисер і сценарист.
- 27 березня: Микола Шудря, український сценарист, журналіст.
- 29 березня: Смирнова Дая Євгенівна, радянська і російська акторка кіно, журналістка, кінознавиця.

### Квітень
- 15 квітня: Олександр Пороховщиков, російський актор, режисер.
- 25 квітня: Пол Лоуренс Сміт, американський та ізраїльський актор.

### Травень
- 8 травня: Фірсова Джемма Сергіївна, радянська та російська акторка, режисерка.
- 22 травня: Ванін Олексій Захарович, радянський і російський актор театру і кіно.
- 31 травня: Крістофер Чалліс[en], британський кінематографіст.

### Червень
- 2 червня: Кетрін Джустен, американська акторка.
- 11 червня: Енн Рутерфорд, американська акторка.
- 20 червня: Ендрю Сарріс, американський кінокритик.
- 26 червня: Шмаринова Карина Миколаївна, російська акторка.
- 28 червня: Нора Ефрон, американський кінематографіст, письменник, драматург.
- 30 червня: Давидов Владлен Семенович, радянський і російський артист театру і кіно (нар. 1924).

### Липень
- 1 липня: Степанков Костянтин Костянтинович, український і радянський кіноактор і режисер.
- 3 липня: Енді Гріффіт[en], американський актор.
- 4 липня: Ерік Сайкс, британський комедійний актор, сценарист і режисер.
- 8 липня: Ернест Боргнайн, американський актор.
- 9 липня: Ісудзу Ямада, японська акторка (нар. 1917).
- 13 липня:
  - Сейдж Сталлоне, американський актор, режисер, продюсер.
  - Річард Д. Занук, американський продюсер.
- 15 липня: Селеста Голм, американська акторка.
- 22 липня: Богдан Ступка, український актор.
- 25 липня: Сюзанна Лотар[de], німецька акторка.
- 27 липня: Джефрі Х'юз[en], англійський актор.

### Серпень
- 6 серпня: Марвін Хемліш[en], американський кінокомпозитор і диригент.
- 9 серпня: Фоменко Петро Наумович, радянський і російський режисер театру і кіно
- 10 серпня: Карло Рамбальді[en], італійський художник спецефектів.
- 19 серпня: Тоні Скотт, британський режисер.
- 20 серпня: Філліс Діллер, американська акторка.
- 29 серпня: Труханов Володимир Микитович, радянський, російський актор театру і кіно.
- 30 серпня: Ігор Кваша, російський актор, режисер.

### Вересень
- 2 вересня: Лебедєв Олександр Іванович, радянський і російський актор театру і кіно.
- 3 вересня: Майкл Кларк Дункан, американський актор.
- 5 вересня: Федорова Вікторія Яківна, радянська і американська акторка, письменниця, сценаристка.
- 8 вересня: Бєлявський Олександр Борисович, радянський і російський актор театру і кіно.
- 16 вересня: Роман Кройтор, канадський кінодіяч, один з засновників IMAX.

### Жовтень
- 5 жовтня:
  - Клод Піното, французький кінорежисер, сценарист, продюсер.
  - Ушакова Валентина Олексіївна, російська акторка.
- 8 жовтня: Володарський Едуард Якович, радянський і російський кіносценарист, прозаїк, драматург.
- 9 жовтня: Голуб Марина Григорівна, російська акторка театру та кіно, телеведуча.
- 11 жовтня: Столяров Кирило Сергійович, російський актор.
- 17 жовтня: Сільвія Крістель, голландська акторка.

### Листопад
- 11 листопада: Ілля Олейников, радянський і російський актор, телеведучий.
- 19 листопада: Стругацький Борис Натанович, російський письменник, сценарист, перекладач.
- 23 листопада: Ларі Гегмен, американський актор.

### Грудень
- 13 грудня: Кустинська Наталя Миколаївна, радянська акторка театру та кіно.
- 18 грудня: Георгі Калоянчев, болгарський актор.
- 24 грудня:
  - Річард Родні Беннетт, британський кінокомпозитор.
  - Чарльз Дернінг, американський актор.
  - Джек Клаґмен, американський актор.
- 26 грудня: Джеррі Андерсон, британський режисер, продюсер.